# Harrison (Illinois)
Harrison es un lugar designado por el censo ubicado en el condado de Jackson en el estado estadounidense de Illinois. En el Censo de 2010 tenía una población de 970 habitantes y una densidad poblacional de 178,94 personas por km².

## Geografía
Harrison se encuentra ubicado en las coordenadas 37°47′51″N 89°20′10″O / 37.79750, -89.33611. Según la Oficina del Censo de los Estados Unidos, Harrison tiene una superficie total de 5.42 km², de la cual 5.32 km² corresponden a tierra firme y (1.77%) 0.1 km² es agua.

## Demografía
Según el censo de 2010, había 970 personas residiendo en Harrison. La densidad de población era de 178,94 hab./km². De los 970 habitantes, Harrison estaba compuesto por el 91.86% blancos, el 3.81% eran afroamericanos, el 0.41% eran amerindios, el 0% eran asiáticos, el 0% eran isleños del Pacífico, el 1.24% eran de otras razas y el 2.68% pertenecían a dos o más razas. Del total de la población el 3.3% eran hispanos o latinos de cualquier raza.